# Bešeňov
Bešeňov es un municipio del distrito de Nové Zámky en la región de Nitra, Eslovaquia, con una población estimada a final del año 2024 de 1551 habitantes.
Se encuentra ubicado al sur de la región, cerca de los ríos Nitra y Hron (cuenca hidrográfica del Danubio) y de la frontera con Hungría.

## Demografía
| Año        | 1994 | 2004    | 2014    | 2024    |
| ---------- | ---- | ------- | ------- | ------- |
| Población  | 1813 | 1721    | 1662    | 1551    |
| Diferencia |      | −5,07 % | −3,42 % | −6,67 % |

| Año        | 2023 | 2024    |
| ---------- | ---- | ------- |
| Población  | 1569 | 1551    |
| Diferencia |      | −1,14 % |